# Nicolas Spoglianti

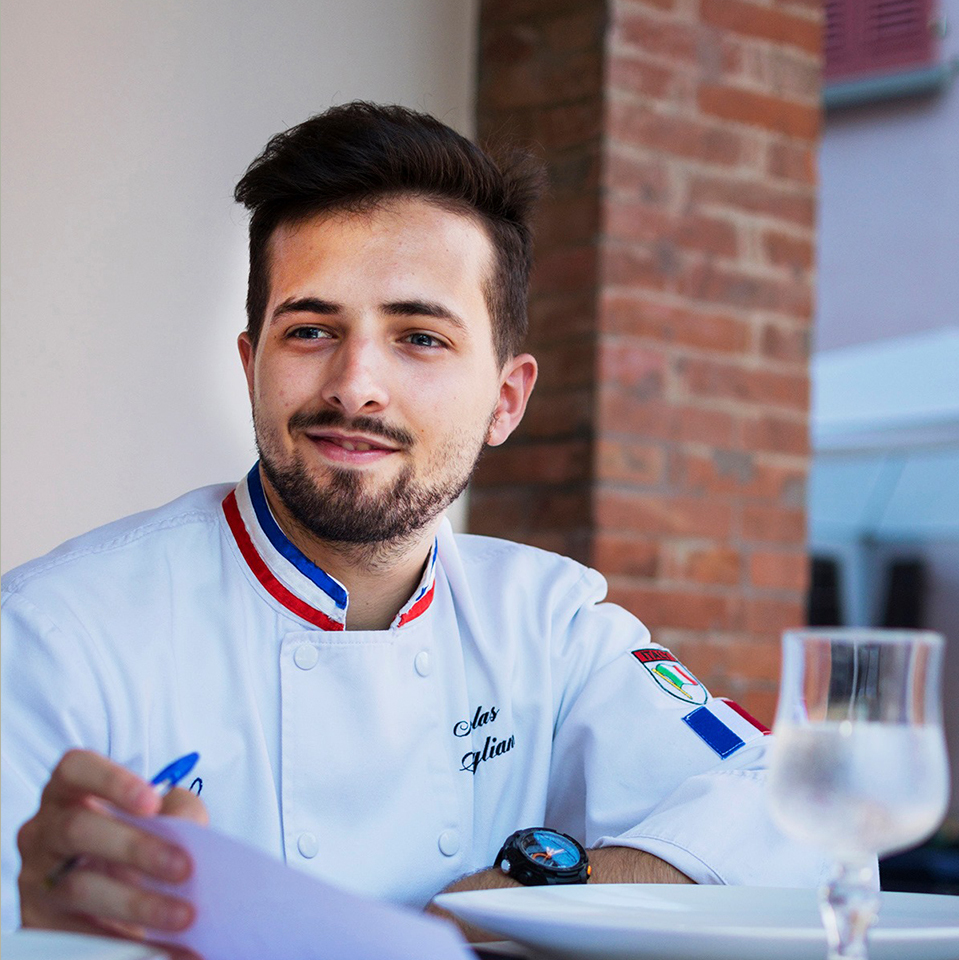
Chef Nicolas Spoglianti in Giuria Tecnica (2018)

Nicolas Spoglianti (Faenza, 17 giugno 1995) è un cuoco e gastronomo italiano, ha ottenuto il titolo certificato ufficiale di chef di cucina.

## Biografia
Nato a Faenza, nel 1995, Nicolas passa la sua infanzia nel piccolo paese di Bagnara di Romagna,Nicolas ha frequentato l'istituto Alberghiero Pellegrino Artusi di Riolo terme. Terminati gli studi nel 2014 si reca in Irlanda presso il Kilemore Hotel a 5 stelle. Successivamente nel 2015 si trasferisce in Francia, nella tranquilla città di Agen,  presso la corte di uno dei volti più illustri della gastronomia mondiale Michel Dussau, braccio destro del famoso chef delle stelle Alain Ducasse. Sotto la sua ala Nicolas apprende le gesta e la conoscenza della cucina francese. Tramite gli insegnamenti del maestro Dussau e del suo Head Chef Toupet Cyrille,nel 2018 riceve l'invito ufficiale dal MOF (Meilleur ouvrier de France) di partecipare al concorso nazionale MAF (Meilleur ouvrier de France), un concorso che attesta la possibilità di guadagnarsi il titolo di Miglior cuoco di Francia.
Nicolas Spoglianti diventa quindi il primo cuoco italiano a partecipare al concorso Maf nella storia della cucina. Vince da prima le qualifiche, contro i 6000 candidati che aspiravano al titolo, e successivamente vincerà tutte le fasi del concorso: Provinciale, Regionale e infine la Nazionale, guadagnandosi lo status di miglior cuoco di Francia e ottenendo il titolo ufficiale tramite elezione in senato di: Chef de Cuisine.

## Premi e riconoscimenti
- 2017: Miglior apprendista cuoco di Francia
- 2020: Certificato Chef de Cuisine
- Giuria ufficiale: Popoli cultural festival